# Oratorio di San Pierino (Firenze)
L'oratorio di San Pierino, già sede della Compagnia della santissima Annunziata, si trova in via Gino Capponi, nel centro storico di Firenze.

## Storia e descrizione
L'oratorio fu l'antica sede della Compagnia della Nunziata dal 1509 al 1784, quando essa fu unita alla Compagnia di San Lorenzo in Piano e a quella dei Calzolai, per essere sottoposta alla Cura di San Pier Maggiore, dal nome di un'illustre chiesa demolita proprio in quegli anni. Fu allora chiesa parrocchiale, ma fu sconsacrata nel secolo successivo. Adesso è sede della Società Dante Alighieri.
All'esterno, sopra la porta d'accesso al chiostro, si trova una lunetta in terracotta invetriata di Santi Buglioni, raffigurante l'Annunciazione fra due confratelli incappucciati. 
All'interno un chiostro precede un vestibolo e l'oratorio, ambienti decorati nel tardo Cinquecento dai più rappresentativi artisti fiorentini tra il 1585 e il 1590: Bernardino Poccetti, Giovanni Balducci, Bernardino Monaldi, Andrea Boscoli, Bartolomeo Traballesi e Giovan Battista Naldini con Martiri degli apostoli (nel chiostro), Scene della Passione di Cristo e della Vita della Vergine. Il ciclo è un importante esempio di pittura devozionale controriformata: i caratteri delle raffigurazioni sono espliciti e chiari, con una componente emotiva coinvolgente.
Gli affreschi vennero danneggiati durante l'alluvione di Firenze; staccati e restaurati, furono ricollocati nel 1989.

## Gli affreschi del chiostro

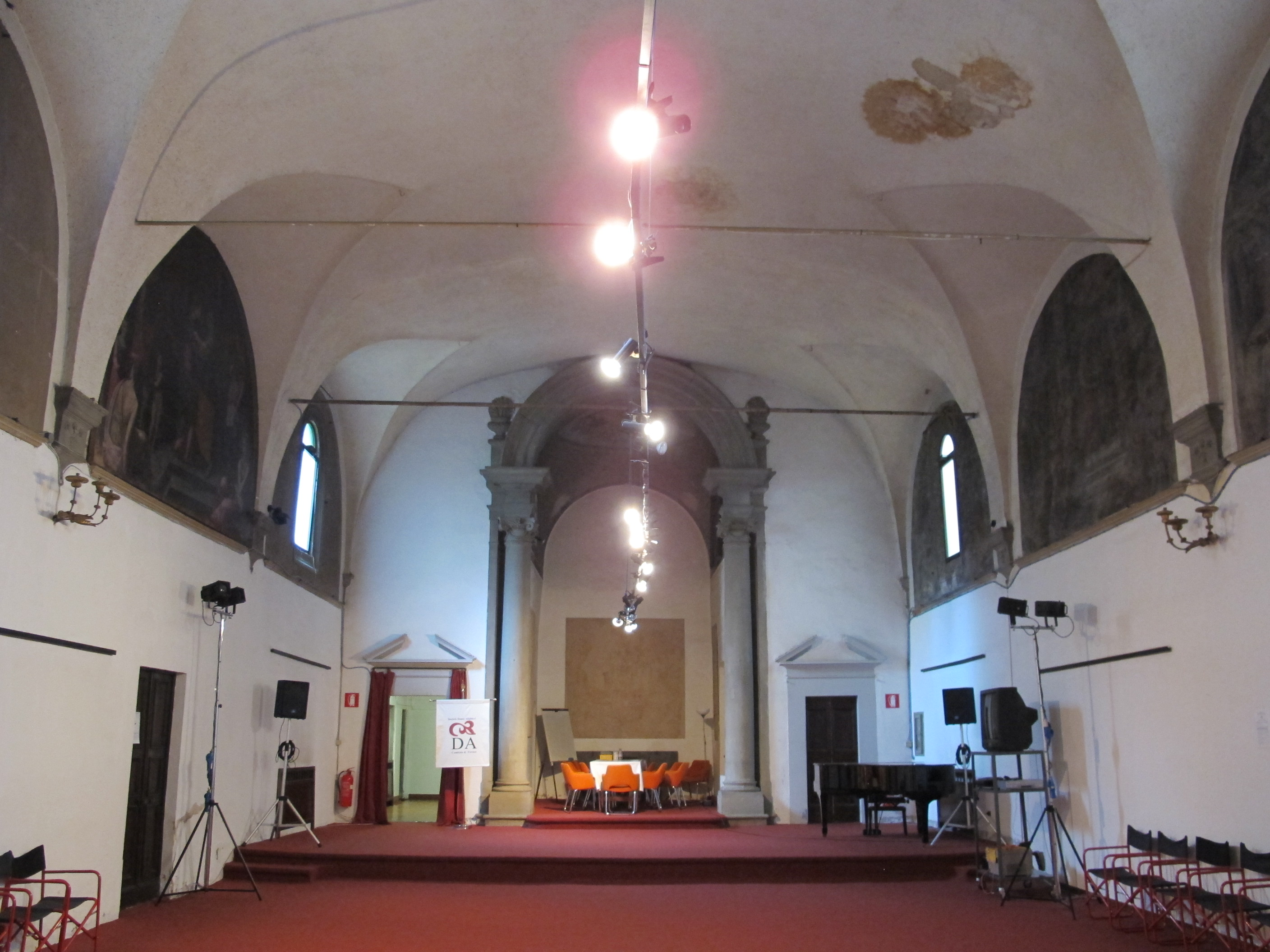
Interno

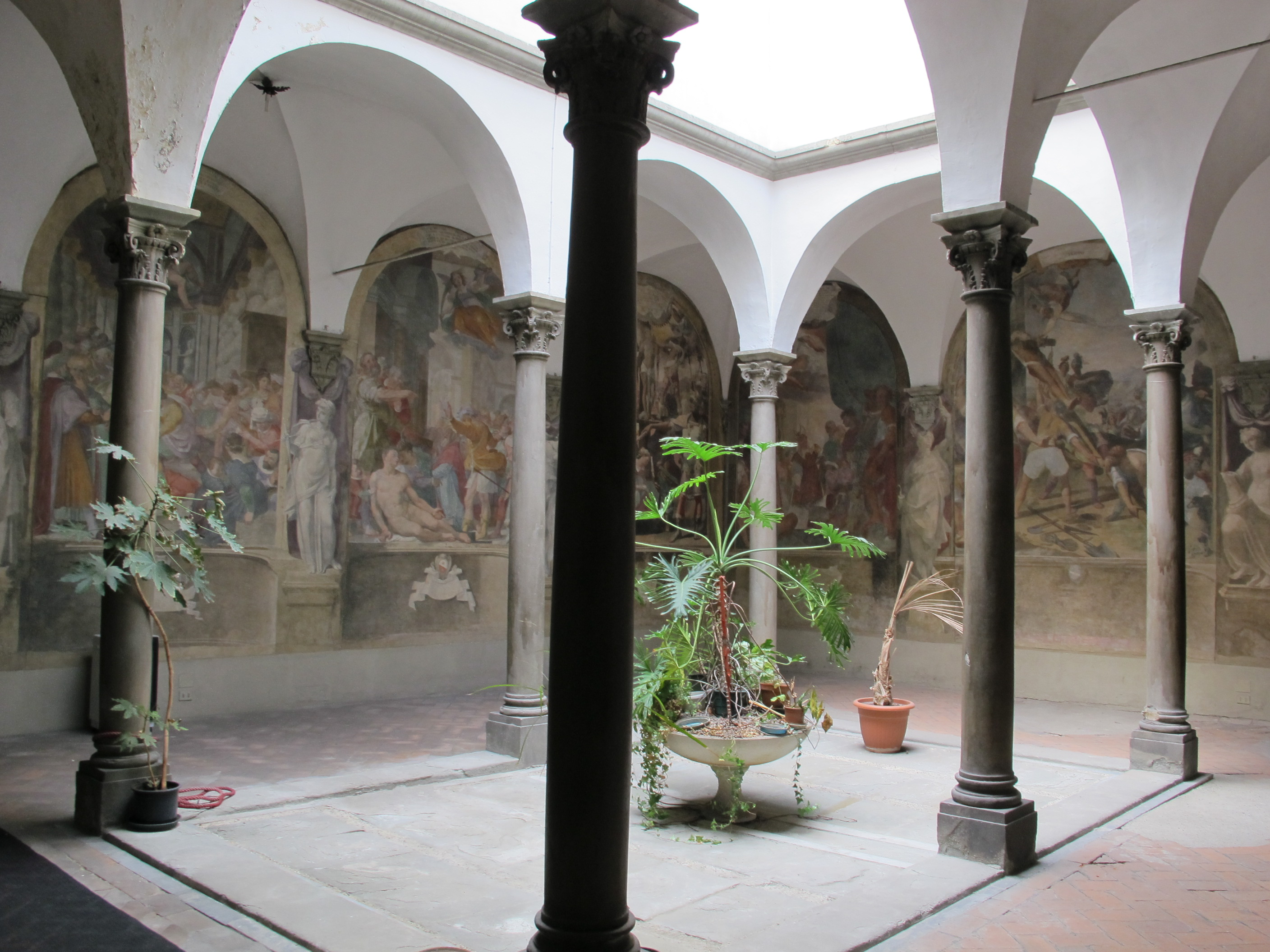
Il chiostro

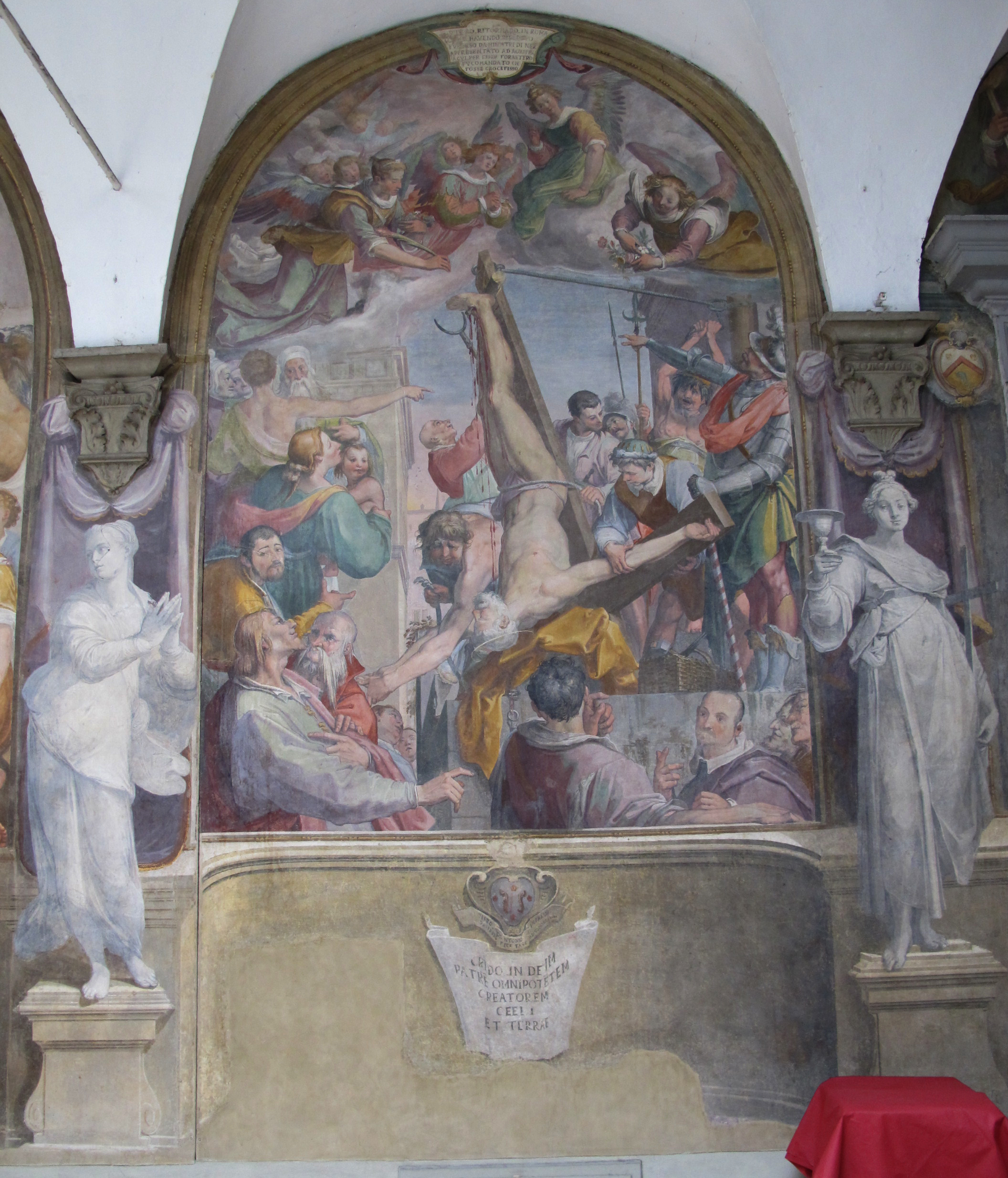
Bernardino Poccetti, Martirio di san Pietro

Il programma iconografico della decorazione di questo ambiente consistette nella raffigurazione in affresco di dodici Martirii degli apostoli in altrettanti lunettoni, sotto ai quali si vede lo stemma della famiglia committente e in alto un cartiglio esplicativo. Le scene sono divise da figure allegoriche raffiguranti Virtù cristiane, anch'esse a fresco e a monocromo; in più si aggiungono una Resurrezione sopra la porta d'ingresso ed una Pietà sopra la porta di accesso all'Oratorio. La rappresentazione realistica e dettagliata dei martirii in scene tagliate in modo da sembrare una continuazione dello spazio reale, immediatamente comprensibili, rese attuali dall'inserimento di personaggi in abiti contemporanei, rappresenta un perfetto esempio di pittura controriformata, atta a impressionare e a stimolare la devozione dei confratelli, usi ad autoflagellarsi.
Le storie si dispongono nel modo seguente: sul lato ovest (quello d'ingresso da via G. Capponi), troviamo alcune scene eseguite da Bernardino Poccetti e riferibili al 1588: oltre la menzionata Resurrezione sopra la porta, la figura della Mortificazione o Penitenza, seguita da due scene di martirio intervallate dalla Giustizia, il Martirio di san Giacomo minore e il Martirio di san Matteo. La seguente Temperanza e il Martirio di san Bartolomeo sono invece opere di Andrea Boscoli, del 1587. 
Il lato nord presenta il Martirio di San Tommaso di Bernardino Poccetti, del 1589 circa, seguito da tre affreschi di Bernardino Monaldi, la Prudenza, il Martirio di San Filippo e la Fortezza, con una datazione al 1587 circa. Conclude la parete il Martirio di Sant'Andrea di Giovanni Balducci, databile tra il 1588 e il 1590. 
Il lato orientale fu decorato da altri affreschi di Bernardino Monaldi del 1590, una Carità, a cui segue un Martirio di san Giovanni Evangelista, una Speranza ed il Martirio di san Giacomo maggiore. I successivi, raffiguranti la Fede, il Martirio di San Pietro e la Pietà sopra la porta, sono invece opera di Bernardino Poccetti, del 1585 - 1586. La scena di quest'ultimo martirio in particolare, che si svolge su una sorta di palcoscenico, mostra un carattere scenografico e teatrale derivato dalla collaborazione del pittore con Bernardo Buontalenti in alcuni suoi spettacoli.
Il lato sud mostra il Martirio di san Mattia di Cosimo Gheri, del 1590, seguito dalla Obbedienza, dal Martirio di san Giuda Taddeo e dalla figura della Pace, opere di Bernardino Poccetti, del 1585 - 86 circa. L'ultimo affresco raffigura il Martirio di san Simone opera di Cosimo Gheri datata 1590.

## Affreschi del vestibolo
Anche il vestibolo è decorato da affreschi coevi, questi eseguiti da Bernardino Poccetti (eccetto la Crocifissione di Domenico Cresti detto il Passignano) e terminati nel 1590. Al centro di uno dei lati corti si trovava un Crocifisso miracoloso, di cui rimane lo spazio vuoto nell'affresco e che era affiancato da un tendaggio retto da putti, ancora visibile, opera di artista ignoto fiorentino. Oggi, al centro della parete si trova una terracotta invetriata di Giovanni della Robbia con Cristo tra due Angeli, un tempo sopra la porta della sagrestia. 
Le scene, in senso orario rappresentano l'Ultima Cena, l'Orazione nell'orto, il Bacio di Giuda, Cristo dinnanzi a Caifa, la Flagellazione, Cristo coronato da spine, l'Ecce Homo, la Veronica che asciuga il sudore di Cristo, Cristo inchiodato alla croce e la Crocifissione del Passignano.
Questi affreschi, più che quelli del chiostro, sembrano votati all'immediata comprensione legata ai dettami della Controriforma, e includono numerosi personaggi in costumi contemporanei, facilitando l'immedesimazione dei confratelli e suggerendo loro l'atteggiamento devozionale nei confronti delle scene rappresentate.

## L'oratorio
Il grande oratorio ad aula unica, dotato di scarsella, fu il primo ambiente ad essere decorato tra 1571 e 1585 con Storie di Maria e figure di Profeti che ne avevano preannunciato la verginità. Scene del Nuovo e dell'Antico Testamento ruotavano dunque attorno al fulcro della pala di Francesco Traballesi con l'Annunciazione sull'altare maggiore (a cui era dedicata la compagnia), probabilmente dell'inizio degli anni settanta del Cinquecento, oggi conservata nel convento della Santissima Annunziata.
Dall'ingresso, procedendo in senso orario, si incontrano:
- Bartolomeo Traballesi (attr.), Due profeti, 1571
- Bartolomeo Traballesi (attr.), Incontro di Gioacchino e Anna, 1571
- Bartolomeo Traballesi (attr.), Natività di Maria, 1571
- Bernardino Poccetti, Presentazione di Maria al Tempio
- Bernardino Poccetti, Due profeti
- Bernardino Poccetti, Sposalizio della Vergine
- Bernardino Poccetti, Due profeti
- Alessandro Fei detto il Barbiere, Visitazione, 1571
- Giovan Battista Naldini e bottega (attr.), Presentazione di Gesù al Tempio, 1575-80 ca.
- Ignoto fiorentino del XVI secolo, Assunzione della Vergine, 1572